# Adolphe de Meyer

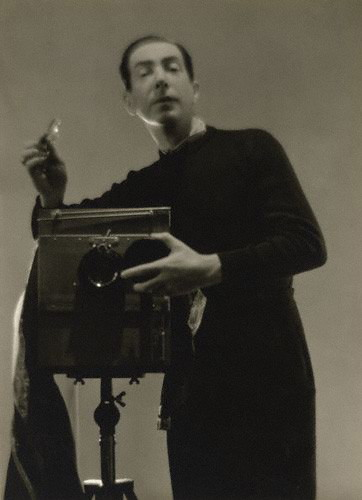
Baron Adolph de Meyer, Selbstporträt

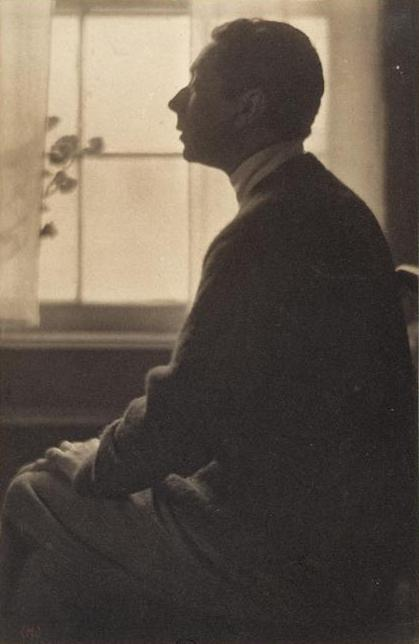
Clarence Hudson White: Porträt von Adolphe de Meyer, um 1920

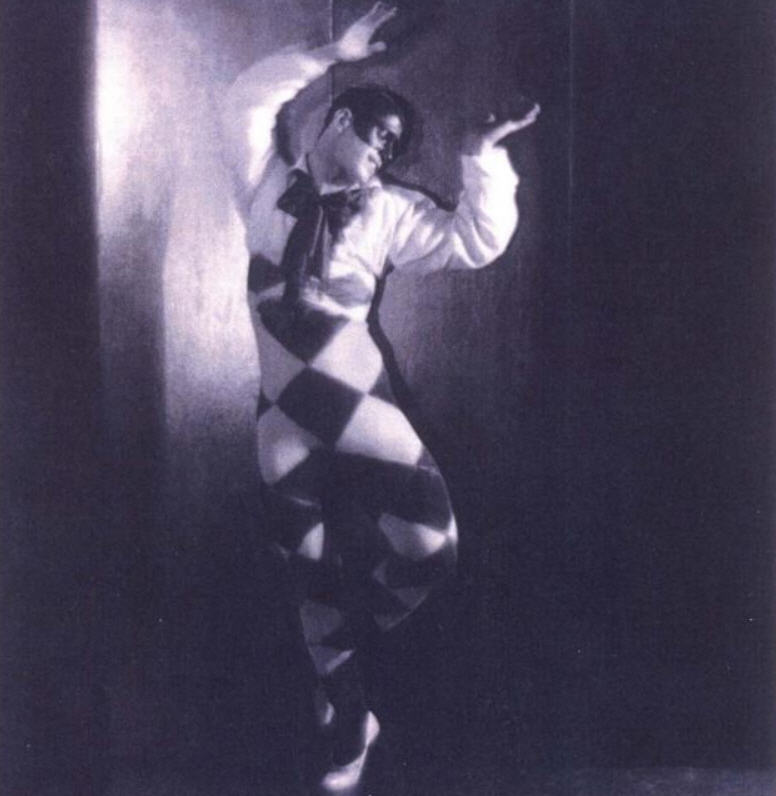
Adolphe de Meyer: Vaslav Nijinsky als Harlekin (1910)

Baron Adolphe Edward Sigismund de Meyer (* 1868 in Paris; † 1946 in Los Angeles) war ein Kunstsammler, Maler und bedeutender Fotograf des 20. Jahrhunderts.

## Leben
Adolphe de Meyers Biografie ist unvollständig und widersprüchlich. Er führte verschiedene Namensformen, seine Nationalität bei seiner Geburt war deutsch oder französisch, seine Erhebung in den sächsischen Adel ist nicht belegt.
Adolphe war der Sohn des deutsch-jüdischen Pariser Bankiers Adolf Meyer und seiner aus Schottland stammenden Ehefrau Adele Watson und Enkelsohn des Großkaufmanns und Dresdner Ehrenbürgers Johann Meyer.
Er nahm privaten Mal- und Zeichenunterricht beim Maler Claude Monet. Seine frühen Werke waren vor allem vom Piktorialismus beeinflusst. In den folgenden Jahren spezialisierte er sich mehr und mehr auf die Porträtfotografie und nahm 1910 die ersten Modeaufnahmen für die Zeitschrift Vogue in Paris auf. Somit war Adolphe de Meyer ein Pionier auf dem Gebiet der späteren Modefotografie, da vor dem Ersten Weltkrieg die Modezeitschriften aus technischen Gründen noch auf skizzierte Zeichnungen angewiesen waren. Er war vorwiegend in England und in Amerika für Vogue, Vanity Fair und Harper’s Bazaar tätig.
Unter den von ihm porträtierten Berühmtheiten waren Mary Pickford, John Barrymore, Lillian Gish, Charles Chaplin, Josephine Baker, Claude Monet sowie König Georg V. und Königin Mary.
Adolphe Meyer heiratete 1900 in London die geschiedene High Society Lady Olga di Brancaccio (1871–1930), Tochter der italienischen Marchesa di Castelluccio, und gerüchteweise die natürliche Tochter des Prince of Wales und späteren Königs Eduard VII. Durch seine Homosexualität galt die Heirat als Getrennte Betten-Ehe. Kurz nach der Heirat wurde Meyer vom sächsischen König Friedrich August III., durch Bemühungen des Prince of Wales, zum Baron de Meyer geadelt.